# カタジナ・ガイガウ
カタジナ・ガイガウ（Katarzyna Gajgał、女性、1981年9月21日 - ）は、ポーランドの元バレーボール選手。ポジションはミドルブロッカー。元ポーランド代表。

## 来歴
2007年、ポーランド代表に初選出される。2008年のワールドグランプリで国際大会初出場し、同年8月の北京オリンピックの代表12名に選ばれた。
2009年からはスタメンで起用されることが多くなり、同年9月に地元で行われた欧州選手権で銅メダルを獲得した。2010年のワールドグランプリでは予選ラウンド2位、ファイナルラウンド6位の好成績を残した。同年10-11月の世界選手権に出場した。

## 球歴
- オリンピック - 2008年（9位）
- 世界選手権 - 2010年（9位）
- 欧州選手権 - 2009年（3位）
- ワールドグランプリ - 2008年（10位）、2009年（7位）、2010年（6位）

## 所属クラブ
- BKS Stal Bielsko-Biała （1999-2009年）
- MKS Dąbrowa Górnicza（2009-2010年）
- ムシニアンカ・ムシナ（2010-2013年）
- PSPS Chemik Police（2013-2018年）